# الانتفاضة الشعبانية
انتفاضة 1991 أو الانتفاضة الشعبانية هي مجموعة من عدة مظاهر للاضطراب، وعدم الاستقرار في مناطق جنوب وشمال العراق، وقعت مباشرة بعد حرب الخليج الثانية وبدأت بتاريخ في الثالث من آذار لعام 1991م، سمّتها الحكومة العراقية صفحة الغدر والخيانة، والغَوغاء، وتسمى بالشعبانية لقيامها في شهر شعبان، من العام الهجري، وسميت من قبل الأكراد بالانتفاضة الوطنية، شملت الاضطرابات قيام مواطنين عزل بمحاصرة المعسكرات، والدعوة إلى إسقاط النظام، وبعد قيام القوات العراقية بعمليات قمع للمواطنين، تحول الأمر إلى انتفاضة شارك فيها مسلحون وعناصر من الجيش العراقي (بأسلحتها وآلياتها العسكرية)، يتقدمها الحرس الجمهوري، ضد عناصر من فيلق بدر التابع للمجلس الأعلى الإسلامي في العراق إضافة لقوات البشمركة، والحزب الديمقراطي الكردستاني، والاتحاد الوطني الكردستاني وكذلك مسلحون من المواطنين العراقيين في الجنوب، واندلعت الانتفاضة في أربعة عشر محافظة من أصل ثمانية عشر، واستمرت الانتفاضة ما يقرب الشهر، وفي أول اسبوعين كانت ناجحة.
بدأت الانتفاضة من مدن جنوب العراق، وتحديداً مدينة البصرة، بعد انسحاب الجيش العراقي من الكويت، وتدمير آلياته من قبل القوات الأمريكية، الامر الذي اضطر الجنود العراقيين للعودة سيراً على الاقدام إلى العراق، وعلى إثر هذا قام أحد الجنود العراقيين في فجر الثاني من أذار من عام 1991 بإطلاق النار على تمثال للرئيس العراقي آنذاك صدام حسين، وانهال عليه بالشتائم، والسباب، وكان هذا في ميدان يدعى ساحة سعد في البصرة لتنطلق شرارة الانتفاضة الشعبية. وفي رواية أخرى يقال أن الثورة بدأت في المدينتين السنيتين الزبير، وأبو الخصيب،[وفقًا لِمَن؟] بآخر يوم من شباط 1991م، وقبل ثلاث أيام من الإستسلام الرسمي العراقي للجنرال
(Norman Schwarzkopf) في صفوان.
وانتشرت الانتفاضة من الجنوب وإلى المحافظات الكردية، وفي ظل هذه الأوضاع بدأ النظام باستخدام طائرات الهليكوبتر التي أرسلتها أمريكا للنظام بحجة نقل الجرحى والمصابين من الكويت إلى العراق، إلا أن النظام استخدمها بقصف المدن، وايقاف الانتفاضة، ووصل الامر بالسلطة لاستعمال الأسلحة الكيمياوية ضد المواطنين.

في جنوب العراق، وبعد الانتفاضة، بدأ الالاف من المدنيين والجنود الهاربين والثوار بالهرب من السلطة إلى الاهوار  الواقعة في جنوب العراق، وحينها قامت قوات الحرس الجمهوري والجيش العراقي بملاحقة واعتقال وقتل الثوار، وفي هذا الوقت تم تجفيف أهوار العراق، من خلال تحويل تدفق نهري دجلة ونهر الفرات بعيدا عن الأهوار مع نقل إجباري للسكان المحليين إلى مناطق أخرى.

مواطن عراقي كردي ينام فوق الصخور بعد هربه من مدينته باتجاه تركيا

## العوامل الرئيسية للانتفاضة
كان للهزائم المتلاحقة التي مني بها العراق نتيجة الحروب التي كان العراقيين يجبرون على خوضها والخسائر والتدمير الذي لحق بالعراق والمنطقة الجنوبية تحديدا وبالاخص هزيمة الجيش العراقي في حرب الخليج الثانية وعدم مبالاة النظام بالخسائر واستمراره بالتبجح بالنصر الدور الرئيس في تعاظم نقمة الشعب على السلطة الحاكمة التي ادخلت الشعب في حرب تلو الأخرى وكذلك تضييقها على المناطق الجنوبية وعدم توفر ابسط الخدمات فيها وكذلك تضرر هذه المناطق جراء الحروب المتلاحقة وتعرضها للتدمير والخراب

## الانتفاضة
بدأت الانتفاضة من مدن جنوب العراق وتحديداً مدينة البصرة بعد انسحاب الجيش العراقي من الكويت وتدمير الياته من قبل القوات الأمريكية الامر الذي اضطر الجنود العراقيين للعودة سيراً على الاقدام إلى العراق وعلى اثر هذا قام أحد الجنود العراقيين في فجر الثاني من أذار من عام 1991 بإطلاق النار على تمثال للرئيس العراقي انذاك صدام حسين وانهال عليه بالشتائم والسباب وكان هذا في ميدان يدعى ساحة سعد في البصرة لتنطلق شرارة الانتفاضة الشعبية التي سرت بسرعة كبيرة جداً في أنحاء العراق وبحلول الصباح كانت الاحتجاجات تعم محافظة البصرة والهارثة والدير[ ؟ ] وبدأ الثوار باستهداف مركز الشرطة ومعسكرات الجيش العراقي في المدينة وخلال يومين فقط عمت الانتفاضة أغلبية مناطق العراق الأخرى ومنها ميسان[ ؟ ] والناصرية[ ؟ ] والنجف وكربلاء وواسط والمثنى والديوانية[ ؟ ] وبابل وسرعان ماوصلت إلى مدن شمال العراق دهوك، سليمانية[ ؟ ]، أربيل وكركوك وفي ظل هذه الأوضاع المتأزمة بدأ النظام باستخدام اساليب القمع كافة لايقاف الانتفاضة واستخدام طائرات الهليكوبتر التي ارسلتها أمريكا[ ؟ ] للنظام بحجة نقل الجرحى والمصابين من الكويت إلى العراق إلا أن النظام استخدمها بقصف المدن وايقاف الانتفاضة ووصل الامر بالسلطة لاستعمال الأسلحة الكيمياوية ضد المواطنين

### في البصرة

أحد الثوار حاملاً سلاحه وخلفه مجموعة من المدنيين

عجت مدينة البصرة بالاف العراقيين من مختلف المناطق والذين قصدوا هذه المدينة للاستفسار ومعرفة مصير ابنائهم من الجنود والضباط في الجيش العراقي بعد انسحاب القوات العراقية من الكويت وكانت الاجواء في البصرة مشحونة ضد النظام والسلطة وسط دخان حرائق ابار النفط التي اضرمتها القوات العراقية في أبار النفط الكويتية وكان الناس ينتظرون مايحفزهم على الانتفاض ضد النظام فكان قيام أحد الجنود العراقيين بإطلاق النار على تمثال صدام حسين في ساحة سعد في المدينة في يوم 1 أذار 1991 كافياً لحدوث انتفاضة شعبية كبيرة حيث خرج سكان المدينة إلى الشوارع وهم يهتفون ضد النظام وخرج بعض الشباب وهم يعلنون سقوط نظام صدام حسين مما زاد من الهيجان الشعبي فتوجهت مجاميع كبيرة نحو مراكز الشرطة والمباني الحكومية ومعسكرات الجيش وإخراج من كان فيها من السجناء الابرياء والاستيلاء على مخابئ الأسلحة الصغيرة وحدثت اشتباكات بين القوات العراقية والمنتفضين في المدينة امتدت الانتفاضة في اليوم التالي إلى المناطق والقرى القريبة من البصرة

### في ميسان
انتقلت الانتفاضة بسرعة كبيرة إلى مدينة العمارة[ ؟ ] مركز محافظة ميسان[ ؟ ] وذلك لقربها من البصرة فكانت الناقلات العسكرية والسيارات العادية تنقل انباء الانتفاضة من مدينة إلى أخرى واخذ آلاف الشباب يتوجهون إلى مناطق بعيدة عن مناطقهم لتحفيز الجماهير على المشاركة وكان عصر يوم 2 آذار 1991 بداية لانطلاق التظاهرات في المدينة ولاذ مناصرو النظام بالهرب إلى مناطق أخرى فيما احرقت دوائر الأمن ومؤسسات الدولة واستولى الثوار على مخازن الأسلحة الخفيفة فيها، اما في قضاء المجر الكبير جنوبي المدينة فقد هاجم المنتفضون مقرات الأمن والمؤسسات الحكومية وقتلوا ثلاثة عشر عضواً من حزب البعث بحجة تورطهم مع النظام في جرائمه وكونهم جواسيس له وتسببوا في قتل العشرات من أبناء المنطقة بعد اتهامهم بالهروب من الخدمة العسكرية أو النشاط السياسي المعارض

### في كربلاء

قبة مرقد العباس بن علي بعد القصف

اندلعت شرارة الانتفاضة في كربلاء حالها حال المدن العراقية الأخرى وانتشرت بأسرع مما يتصور حيث كانت كربلاء تضم آلاف الزوار وخلال ساعات اختلف الوضع في المحافظة كلياً حيث تهاوت مؤسسات النظام وانتهى وجود الحزبيين ومسؤولي الأمن ولقي المجرمون منهم جزائهم العادل وتمتعت كربلاء بأجواء الانتفاضة على غرار بقية المدن العراقية وكانت مركزية الانتفاضة فيها أقل درجة من مثيلتها في النجف بعد أيام قليلة تم الهجوم من قبل قوات الأمن على المدينة وتم تدمير البساتين والأبنية والمساجد والحسينيات والبيوت حتى لم يعد لها أثر حيث حوصرت المدينة وطلب من أهلها أن يتركوها باتجاه بحيرة الرزازة ورشقت برشقات متوالية من الصواريخ ثم اشتد القصف مما اضطر السكان إلى مغادرة بيوتهم باتجاه البحيرة وما أن امتدت حشود السائرين على الطريق مسافة طويلة حتى بدأت الطائرات الهليكوبتر تحصدهــم وتقتل الأبرياء والعزل وكلما تقدمت قوات النظام كان ثوار كربلاء يتصدون لها بعمليات تعرضية جريئة وأوقعوا بها بعض الخسائر وكذلك قُصف مرقدي الحسين بن علي والعباس بن علي فضربت قبّة العتبة العباسية والروضة الحسينية بالصواريخ وقذائف المدفعية بأمر من حسين كامل[ ؟ ] وقصف في 11 /3 /1991 مقام كف العباس الأيمن والدور السكنية التي حوله ثم اتجه الجيش إلى قصف الصحن الحسيني ونسف باب القبلة ثم اتجه النظام لاستخدام القصف المدفعي والصواريخ وقذائف الهاون من قبل الجنود الذين يختبئون في البساتين المجاورة لمركز مدينة كربلاء فكان القصف يشمل السكان" اللاجئين في المرقدين واصيب العشرات من اللاجئين بسقوف الروضتين وظهرت لاحقاً لقطات فيدوية من المدينة خلال الانتفاضة صورها مجموعة من الشباب المنتفضين

### فيالنجف

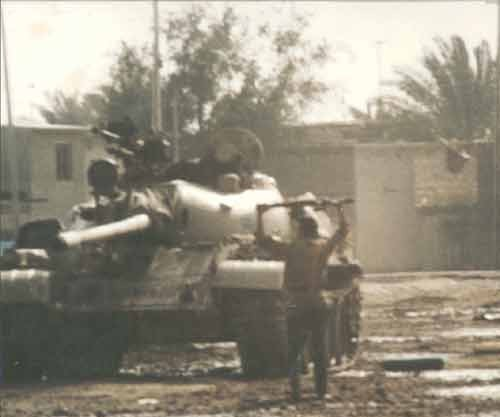
دبابة عسكرية بعد تدميرها من قبل الثوار

انطلقت شرارة الانتفاضة في محافظة النجف فعلياً ظهر يوم الأحد 3/3/1991 المصادف 16 شعبان 1411 حيث خرج مجموعة الشباب إلى الشوارع الرئيسية في المحافظة وتوجهوا إلى مرقد الامام علي حيث انضم اليهم الالاف من سكان المدينة ومن كان فيها من الزائرين وكانت مكبرات الصوت تعلو بالنداءات المتكررة إلى الشعب بالخروج والتظاهر ضد النظام وسقطت مديرية الشرطة وبعض مراكزها ومقرات الحزب بايدي الثوار وما ان حل صباح يوم الاثنين حتى انطلقت الجماهير بموكب كبير يردد شعارات مختلفة ضد النظام ويتقدم الموكب مجموعة من المسلحين وقد اعتلى بعضهم سيارة اطفاء وتابع الموكب سيره على شارع الكوفة الذي تقع عليه أكثر مراكز النظام كمديرية الأمن ومقر قيادة الجيش الشعبي ومقر إدارة المحافظة مع بعض جيوب المقاومة لأفراد الحزب الذين تحصنوا في بعض الابنية لمقاومة زحف الثائرين وتم إسقاط كل هذه البنايات والمقرات بايدي الثوار وأصبح مرقد الامام علي ابن أبي طالب المقر الرئيسي للانتفاضة حيث كان تجتمع قيادات الانتفاضة فيه والتحق ضباط وعسكريون كثيرون من أهل النجف وأبي صخير والمشخاب والمناطق الأخرى بإدارة شؤون الانتفاضة واستلموا بعض الأسلحة وبادر أهل أبي صخير والشامية وكربلاء وغيرها من المدن المجاورة إلى تقديم العون والدعم لانتفاضة النجف تولت إدارة الانتفاضة قيادة مركزية فيها عدد من الضباط في الخدمة ومتقاعدين من أهل النجف فيما تولى آية الله العظمى السيد محمد محمد صادق الصدر قيادة المنتفضين في المدينة حيث جاء إلى مرقد الامام علي وصعد على سطح الكشوانية المواجهة لباب القبلة والناس تجتمع في الصحن وهم يقابلونه بالهتافات والقى كلمة مختصرة حث فيها على نصرة الثورة الإسلامية ودعمها والمشاركة فيها لعل الله سبحانه يرحم هذا المجتمع وينشر لواء الإسلام في ربوع هذا البلد فيما تم القاء القبض عليه بعد يومين لاحقاً بدأت قوات الحرس الجمهوري بالزحف نحو مدينة النجف وبدأ قصف مدفعي بعيد المدى يطال أحياناً البيوت المتطرفة في شمال شرق المدينة كان ذلك بعد ظهر يوم الثلاثاء (12/3/1991) وفي يوم الأربعاء التالي كانت اصوات قذائف المدفعية والدبابات تُسمع في ارجاء المدينة لكن من دون أن يطالها والشارع العام يتحدث عن معارك بالأسلحة الثقيلة وتراجع قوات الحرس الجمهوري الزاحف على النجف حين ورد نبأ الهجوم المقابل الذي شنه النظام على محافظة كربلاء، هب أهل النجف لمساعدة الثوار فيها ووجهت نداءات إلى النجفيين واعدت الشاحنات وعجلات النقل وتدفق الناس من مختلف الأعمار وراحت تتوجه الارتال وهي تنقل المئات وهم في الغالب يحملون هراوات وسكاكين والبعض من الشيوخ كانوا يلوحون بعصيهم وينوون القتال بها، دخل الجيش مدينة النجف من جهة شمال الشرق يوم الخميس (14/3) واسترجع المراكز الرئيسية على شارع الكوفة ولم تنته المقاومة الا يوم الأحد (17/3) بعد أن هددوا باستعمال الغازات السامة في مركز المدينة وهددوا السيد الخوئي فطلب من الثوار التفرق عن الدار وايكال الأمر إلى مدبره الحقيقي وكنت أرى من سطح الدار الطائرات السمتية (الهليوكوبتر) وهي تحوم حول منطقة بيت السيد الخوئي والصحن الحيدري وترمي بصواريخها

### اخماد الانتفاضة في كربلاء

طائرة عسكرية دمرها الثوار

كان حسين كامل، وبأمرته فرقة مدرعة ووحدات متفرقة من الحرس الجمهوري والحرس الخاص وعناصر من الأمن الخاص وبقايا المخابرات والأمن العام وعدد من المرتزقة الحزبيين، وكان هو الذي يقود الهجوم على كربلاء وكان له كلمة شائعه على ألسن الناس وهو يقف أمام ضريح الحسين بن علي بن ابي طالب قائلاً «أنت حسين وأنا حسين كامل» وكان يصدر أوامر مشدّدة إلى قواته بتدمير البيوت وقتل السكان.
ورداً على المقاومة العنيفة للثوار ومقاومتهم ألقى حسين كامل القبض على المئات من شباب كربلاء فأعدم بنفسه الكثيرين ورمى الأحياء في مقابر جماعية في الرزازة وأخرى في منطقة الحر قريباً من مرقد «الحر بن يزيد الرياحي»، ولما توغلت القوات داخل المدينة أخذت تترك ورائها آثار دموية مروعة، جثث وحرائق وخراب واقتحامات للبيوت ونهب محتوياتها ودبابات تتفجر القذائف بداخلها وسط الأحياء السكنية مما اضطر بعض الثوار إلى الاعتصام داخل مرقد الحسين، فأمر حسين كامل بتوجيه مدافع الدبابات والقاذفات R.B.G7 إلى الصحن الشريف وقد هدمت الدور الواقعة حول الصحنين الشريفين، صحن مرقد الحسين وصحن مرقد أخيه العباس على من فيها وبقيت الجثث أشهرا تحت الأنقاض!
لقد كان حسين كامل يريد أن ينهي مهمة القتل والتدمير في كربلاء دون تأخير لكي يتجه نحو النجف وقد أصدر من الأوامر والتعليمات ما يكفي لقتل أكبر عدد ممكن من أهل المدينة وإنزال الدمار بها وسوق الآلاف من شبابها إلى معتقلات الرضوانية في بغداد وما أن أنهى الأجزاء الهامة من خطته وتأكد له أن بقايا الثوار قد لجأت إلى البساتين المحيطة بكربلاء أمر بمطاردتهم بالدبابات والسمتيات وتوجه هو إلى مدينة النجف حسب الخطة الموضوعة التي اتفق عليها ليكون مع طه الجزراوي للانقضاض عليه

## تجفيف الأهوار

أحد الثوار حاملاً سلاحه

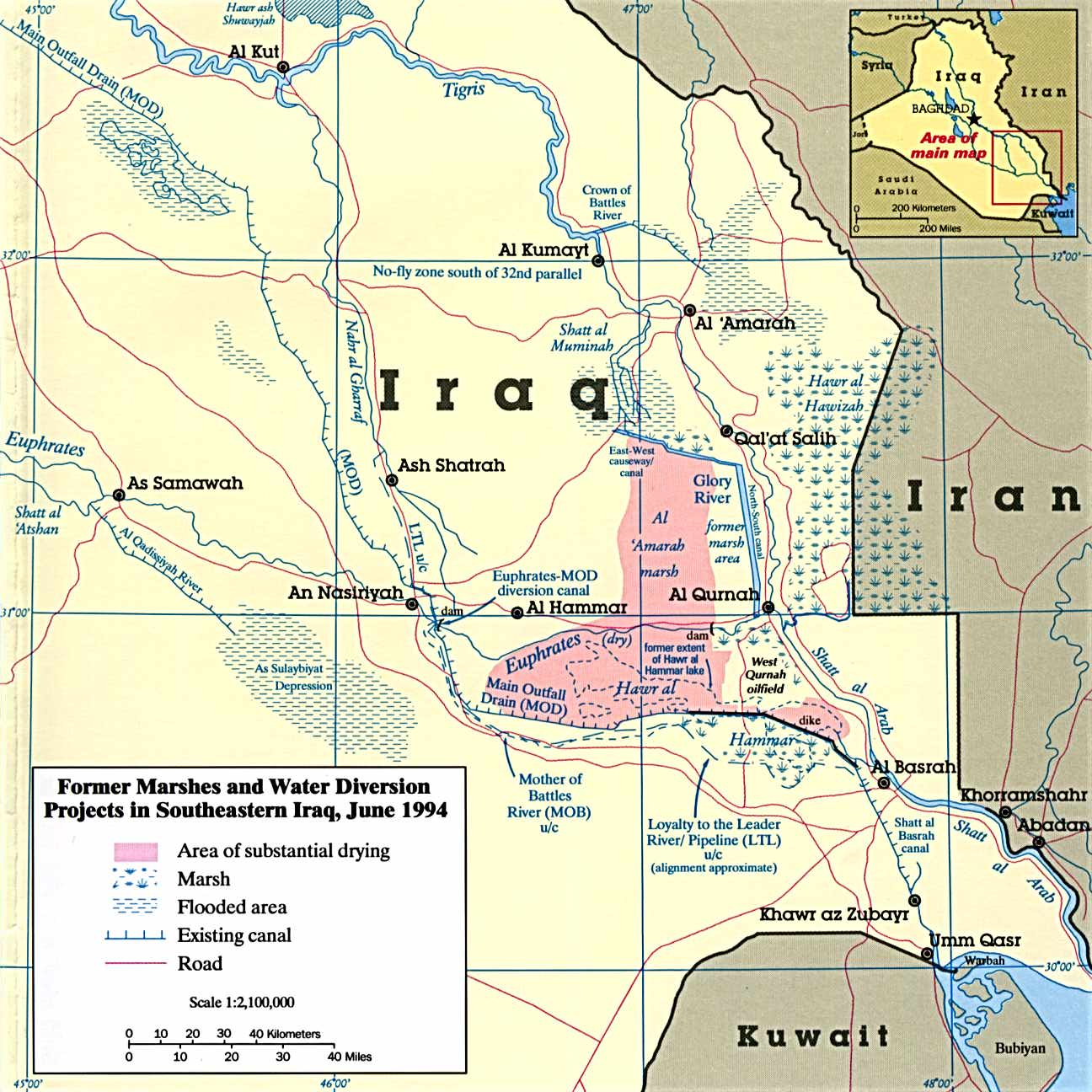
خريطة لاهوار العراق تبين المناطق التي تم تجفيها

في جنوب العراق وبعد الانتفاضة بدأ الالاف من المدنيين والجنود الهاربين والثوار بالهرب من بطش السلطة حيث هربوا إلى الاهوار  الواقعة في جنوب العراق مثل هور الحويزة وهور الحمار وغيرها وحينها وقعت عمليات انتقام واسعة من قبل قوات الحرس الجمهوري والجيش العراقي ضد الثوار إلى الأهوار وفي هذا الوقت تم تجفيف أهوار العراق  من خلال تحويل تدفق نهري دجلة ونهر الفرات بعيدا عن الأهوار[ ؟ ] مع نقل إجباري للسكان المحليين إلى مناطق أخرى مع اعدام وقتل الالاف من الثوار الهاربين وقد قال كلاوس توبفر (المدير التنفيذي لبرنامج الأمم المتحدة للبيئة) عن جريمة تجفيف الاهوار انها «كارثة بيئية كبرى ستبقى في ذاكرة الإنسانية كواحدة من أسوأ الكوارث البيئية التي سببها إنسان»

## الانتفاضة في شمال العراق وقيام الإقليم

مواطن عراقي كردي ينام فوق الصخور بعد هربه من مدينته باتجاه تركيا

قيام الانتفاضة في شمال العراق كان متزامناً مع قيامها في بقية مناطق العراق وكانت السليمانية سباقة للانتفاضة حنما نهضت في 3/5/1991 وتلتها اربيل التي نهضت في 11/3/1991 ثم بقية مدن العراق الشمالية دخل الجيش العراقي وتم قمع الانتفاضة وتدمير المدن الرئيسية في الشمال بالمدفعية فاضطر مثات الالاف من الرجال والنساء الأطفال والشيوخ إلى ترك مساكنهم والهجرة باتجاه الحدود التركية والإيرانية سيراً على الاقدام أو على الحمير أو بالشاحنات بسبب قيام النظام بتحذير سكان المنطقة ومطالبتهم بترك مناطقهم خلال 24 ساعة من الزمن والا فسوف يكون مصيرهم الموت المحتم هربت هذه الجموع من طيش النظام خصوصاً بعد قمعه للانتفاضة في مناطق الجنوب من العراق تحولت المدن في تلك الفترة إلى مدن للاشباح ولم يبقى فيها الا المباني المهدمة وقد توفي الكثير من هؤلاء الناس خلال طريقهم الشاق اما برصاص طائرات الهليكوبتر العسكرية التي اطلقت الرصاص عمداً عليهم أو فيي حقول الالغام التي زرعت خلال حرب الخليج الاولى بين العراق وإيران وعند وصولهم إلى الحدود التركية والإيرانية بعد طريق جبلي شاق ووعر وبارد قدمت لهم بعض الدول والمنظمات الإنسانية مساعدات من اغذية وخيام وعلاج طبي وعلى اثر الانتفاضة وفي منتصف مايس من عام1991 اصدر مجلس الأمن الدولي قراره المرقم (688) بإنشاء منطقة آمنة للكورد في شمال العراق العراق تحت اسم كردستان شمال خط العرض (36)، وطردت منها قوات الجيش العراقي.

### الانتفاضة في السليمانية
في يوم 1 / آذار / 1991 انطلقت الانتفاضة من السليمانية حينما تحركت الجماهير الثائرة إلى مراكز الشرطة واستولت عليها. لقد ثارت السليمانية بأكملها، وترك ازلام النظام مقراتهم واوكارهم ليختبئوا في مقر فرع البعث الذي حاصرته الجماهير. وبسبب الانهيارات في الجيش ومغادرة الجنود لمعسكراتهم وتوجههم إلى اهاليهم في المحافظات الجنوبية، لم يبادر أي شخص إلى مساعدة ازلام النظام وفك الحصار عنهم. وتمكنت الجماهير في نهاية الأمر من اقتحام مقر فرع حزب البعث وقتل من فيه دون أن ينجو أحد. وقدر عدد القتلى بنحو 700 شخصاً، وبذلك اكتملت السيطرة على مدينة السليمانية، وقد اعدم منتسبي الأمن في المحافظة من قبل قوات البيشمركة حيث يقول أحد جنود البيشمركة (ان البيشمركة ومؤيدوهم قد اعتقلوا ثلاثمائة (300) بعثي، لقد عاقبنا هؤلاء الذين ادوا إلى شهادة اخواننا ونهبوا بيوتهم لقد قتلناهم بدون محاكمة وعندما سيطر البيشمركة فان قسما منهم قد استطاع الهرب ولكننا قبضنا عليهم وقتلناهم رميا بالرصاص والفؤوس، وقد قتلت إحدى النساء وهي ام استشهد ابناؤها، واحدا وعشرين (21) من الجنود الهاربين بالفؤوس والاحجار) بدا الجيش العراقي الهجوم على مدينة السليمانية في 31 اذار بقصف بالمدفعية والطائرات العمودية وهوجمت احياء بختياري وريزكاري، وأثناء الهجوم اعاد الموالون للحكومة السيطرة على المدينة.

### الانتفاضة في طوز خورماتو
اما في طوزخورماتو فقد بدات فيها الانتفاضة بين العاشر والثاني عشر من اذار وقد تعاون المنتفضون مع البيشمركة، وقد فرت القوات الحكومية من دون مقاومة، مع ذلك فقد تم قتل العديد من البعثيين وفراد الشرطة في الهجوم على مقر الحزب، واستمرت سيطرة المنتفضين على المدينة ثلاثة أيام، حيث تقربت إليها القوات الحكومية من ثلاث اتجاهات وبدا الهجوم عليها من على بعد كيلومتر واحد، وقد القت الطائرات العمودية على المقاومين قنابل النابالم والفسفورية وكانت القوات الحكومية تستخدم منطقة تكريت لإطلاق الصورايخ على المنطقة، حيث قُتلَ حوالي 306 كردي من البشمركة والمواطنين بعد سيطرة دامت 11 يوماً لطوز خورماتوو من قبل قوات البشمركة، وكان السر في دفاع البيشمركة عن المنطقة هو أهميتها من الناحية التعبوية، لوقوعها على طريق بغداد كركوك.

### الانتفاضة تصل إلى الاقضية والنواحي واربيل وكركوك

مخيمات لسكان العراق الهاربين باتجاه الحدود التركية

ثم امتد لهيب الانتفاضة إلى الاقضية والنواحي، حيث تمكنت الجماهير من السيطرة على المعسكرات بعد استسلام الجنود في كل من رانية ودوكان وسيد صادق وحلبجه. ورغم عفوية الانتفاضة في انطلاقتها، الا انها لم تكن قاسية وانتقامية في تعاملها مع الجنود. فقد سمح للجنود بترك المعسكرات والرجوع إلى اهاليهم مع تقديم كل المساعدات لهم من غذاء وملبس. وهذا لا يعني عدم حدوث بعض التجاوزات بحق ازلام النظام وافراد الأمن.
ثم امتدت الانتفاضة إلى اربيل حيث استطاعت جماهير اربيل من السيطرة على المحافظة وطرد افراد الجيش والشرطة وقوات البعث، اما في كركوك، فقد كانت معركة فاصلة بين القوات الحكومية والبيشمركة، وادى اندحار البيشمركة إلى انتهاء الانتفاضة، فبعد أن استولت القوات الحكومية على المدينة أعطي على حسن المجيد وزير الداخلية انذاك والذي كان مديرا للامن في الشمال مسؤولية المدينة، وقد قامت القوات الحكومية باعتقال أكثر من (509) اشخاص ممن شاركو في الانتفاضة وافرج عنهم فيما بعد، وقد استمر اعتقالهم مددا مختلفة بدون أن توجه لهم اتهامات، وحينما أطلق سراحهم اخبرتهم الحكومة انهم غير مسموح لهم بالرجوع إلى كركوك، ما اضطرهم إلى السكن في مخيمات للاجئين في تركيا وإيران

### الانتفاضة في دهوك
يقول توما توماس: في دهوك لعب «الجحوش» دورا في انطلاق الانتفاضة، إذ تمكنوا من ضرب مقرات حزب البعث ودوائر الأمن بعد انسحاب الجيش من المحافظة. وتمكنت مفرزة من انصارنا (منظمتي نينوى ودهوك) من الدخول إلى زاخو يوم 12 /3/ 1991. وتشكلت المفرزة من الرفاق صبحي خضر (أبو سربست) وصباح كنجي وازاد مختار (سردار) وساهر ميخا (عماد) وسعيد دوغاتي وأبو افكار ورمضان حسن (دلكه ش) وعلي هيركي ويوسف شعبان (كيفي).
ولم يتوقف الرفاق في زاخو، بل توجهوا إلى دهوك ليلتقوا برفاقنا القادمين من إيران ويتخذوا من مقر شعبة دهوك لحزب البعث مقرا لهم. وارسل الرفاق مفرزة صغيرة إلى القوش التي عقدوا فيها ندوة ثم توجهوا إلى الشيخان يوم 15 /3/ 1991. وبقيت المفرزة في عين سفني حتى يوم 28 /3/ 1991 إذ تركت موقعها اثر رجوع قطعات الجيش العراقي إلى المنطقة.

## اسباب فشل الانتفاضة في الجنوب
ان عدم استمرار الانتفاضة الشعبانية وعدم نجاحها يمكن ان يكون له عدة أسباب فالانتفاضة الشعبانية كانت عشوائية شعبيه بغياب القائد الذي يقود المجموعات على الرغم من وجود قيادات لمجموعات صغيرة في مناطقها وأسباب أخرى مهمة وهي اضفاء صبغة طائفية على الانتفاضة نتيجة التعصب الديني لسكان المنطقة وبث صور لـ مراجع دين شيعة وهو ما سهل عملية الانقضاض عليها والشيء المهم والأهم هو غياب وسائل الاتصال وانعدام الاعلام الحر والمستقل الناقل للأحداث الانتفاضة حيث لم يكد يكون هناك أي نوع من التغطية أو الدعم الاعلامي العربي باستثناء بعض الأخبار في الاعلام الغربي وبعض القنوات الفضائية كقناة البي بي سي التي أنتجت لاحقا وثائقيا عن المجازر التي ارتكبها النظام. يضاف إلى هذه الأسباب انبساط أرض الجنوب كونها ارض سهلية مما سهل للطائرات النظام قصف المدن والمناطق على عكس المناطق الشمالية ذات التضاريس الوعرة.

## السلطة تنتهكحقوق الإنسان

عراقي يحمل السلاح ضد النظام

مارس النظام الحاكم انذاك الذي كان برئاسة صدام حسين عدة انتهاكات صارخة لحقوق الإنسان خلال تصديه للانتفاضة الشعبانية وقد شملت هذه الانتهاكات كل مواد الاعلان العالمي لحقوق الإنسان الذي اقرته الجمعية العامة للأمم المتحدة في قرارها 217أ (د - 3) في 10/ 2/ 1948 والذي وقع عليه العراق واتفاقيات جنيف لعام 1949 في حماية الجرحى والمرضى المنكوبين وقرار الجمعية العامة الصادر في 9/ 9/ 1946 الداعي إلى تحريم ابادة الجنس البشري ومن هذه الانتهاكات
- التمثيل بجثث القتلى بعد اعدامهم
- قتل الناس وهم جرحى بحجة عدم اتساع المستشفيات لذلك
- قتل الناس أمام أهلهم وترك جثثهم معلقة أمام بيوتهم
- رمي المعارضين للنظام من علو شاهق بواسطة الطائرات المروحية ليصل إلى الأرض ويموت
- قتل المعارضين بربط أيديهم وأرجلهم ووضع ثقل ورميهم في النهر
- قتل الأطفال والنساء في البيوت التي يشتبه انها اشتركت في الانتفاضة
- احداث مقابر جماعية في عدة مناطق من العراق
- بناء عدة سجون تحت الأرض، عزل فيها السجناء عن العالم وحجب عنهم الضوء لعدة سنين وهو منافي لوثيقة الامم المتحدة في جنيف عام 1955 والتي أقرها المجلس الاقتصادي والاجتماعي بقراريه 663 ج (د - 24) في 31 تموز 1957 و2076 (د - 62) في 13 آيار 1977.
- منع النظام التظاهر أو الاعتصام واعتباره جريمة تستحق القتل مما يخالف اتفاقية جنيف 1948
- قتل الناس على الظن والشبهة [15](فبتواجد معارض واحد للسلطة في مكان ما يقدم النظام على قتل كل أهل المنطقة).
- احداث مقابر جماعية في عدة مناطق من العراق[16]، وبلغ تعداد المقابر الجماعية في كل العراق وفقاً لوزارة حقوق الإنسان العراقية ولغاية 2013م إلى 126 مقبرة[17]
- أغلب المقابر الجماعية وجدت في جنوب العراق، ومن ضمنها واحدة في المحاويل يعتقد بأنها تحوي على رفاة من 10,000 إلى 15,000 ضحية.[18]
- قتل آلاف الناس بإطلاق النار من دون تمييز في المناطق السكنية.[15]
- قتل الشباب في الشوارع، والبيوت، والمستشفيات.[15]
- استخدام الحوامات (الهليكوبترات) لقتل الناس العزل الهاربين من المدن.[15]
- تجفيف الأهوار.[15]
- تعرض الكثير من المشتبه بهم بالمشاركة في الانتفاضة إلى التعذيب والاغتصاب والحرق.[19]

### أفعال المنتفضين ضد قوات الحكومة العراقية
قام المنتفضون بعد فترة خلال الانتفاضة بقتل العديد من المسؤولين والضباط التابعين للحكومة العراقية آنذاك، ويصل عددهم في عموم العراق حوالي 5,000، أما من الأفعال التي حدثت خلال الانتفاضة بالشمال، هي محاصرة مديرية الأمن العام بالسليمانية، وقتل المئات من المسؤولين ورجال الأمن ويصل عددهم حسب التقارير إلى أكثر من 900.

## نتائج الانتفاضة

ثائر عراقي يرمي جدارية لصدام حسين بنعله

- ووفقاً لرائد جوحي (كان كبير قضاة التحقيق في محاكمة صدام)، أن للمحكمة مستندات وبيانات من الشهود تبين أنه على الأقل 100,000 شيعي، ومن الممكن 180,000 قتلوا أثناء قمع الانتفاضة[18]
- فرض حظر طيران شمال وجنوب العراق من قبل مجلس الأمن الدولي لحماية شعب العراق من نظام صدام حسين.
- إعلان قيام إقليم كردستان العراق في الشمال.

## الانتفاضة في الأفلام
- فيلم ثلاثة ملوك للمخرج الأمريكي ديفد أو-رشل
- فيلم فجر العالم للمخرج العراقي عباس فاضل
- فيما أنتجت قناة العراقية في رمضان 2012 مسلسل تلفزيوني حول الانتفاضة بعنوان ضياع في حفر الباطن

## وصلات خارجية
- تسمية الشعبانية
- فيديو بعض احداث الانتفاضة الشعبانية في مدينة كربلاء على يوتيوب
- موقع الانتفاضة الشعبانية 1991
- موقع الزقورة